# Ospedale psichiatrico di Teramo
(Guido Garbini, Direttore dell'ospedale psichiatrico, Teramo, marzo 1918)
L'ospedale psichiatrico di Teramo, intitolato a sant'Antonio abate, è stato uno dei più grandi e noti manicomi del centro-sud d'Italia e d'Europa. Presente sin dal medioevo e passato sotto diverse gestioni, è uno dei monumenti più noti nel centro storico della città di Teramo.
Fu aperto per un totale di 675 anni, di cui 117 come ospedale psichiatrico: fondato nel 1323, fu chiuso il 31 marzo 1998.

## Storia del complesso

Logo degli Ospedali ed istituti riuniti di Teramo

Fu di un tal Bartolomeo Zalfone, cittadino e benefattore teramano, l'intenzione di istituire il 28 febbraio 1323 un ricovero per ammalati e bisognosi dedicandolo a sant'Antonio Abate: a tal fine, egli mise a disposizione parte della sua abitazione e ne affidò la cura e l'amministrazione al capitolo della cattedrale. La struttura caritativa, dunque, nacque con gesto di generosità e fu in sostanza emanazione della Chiesa.
In epoche storiche nelle quali non vi era distinzione, come avviene invece attualmente, fra l'aspetto sociale e l'aspetto sanitario, la struttura di Sant'Antonio Abate fungeva dunque da ospizio, come peraltro testimoniato ancora oggi dalla targa marmorea che sovrasta l'ingresso principale dell'edificio.
Le funzioni dell'ospizio di Sant'Antonio Abate, in sostanza, consistevano nel fornire vitto e alloggio agli indigenti dell'epoca, nonché ai pellegrini in transito nella città di Teramo. Erano somministrati anche ritrovati e farmaci agli ammalati, così com'erano pure ospitati ed educati gli orfani. La Chiesa, attraverso il Capitolo Aprutino, la scienza del tempo e la pietà popolare animavano pertanto la pia struttura.
Quando Gioacchino Murat nel 1811 istituì la Commissione degli ospizi, anche la struttura di Teramo passò sotto il diretto controllo di questo nuovo organismo. Cosa che tuttavia non ebbe lunga durata: nel 1816, difatti, alla Chiesa fu restituita la gestione dell'ospizio di Sant'Antonio Abate.

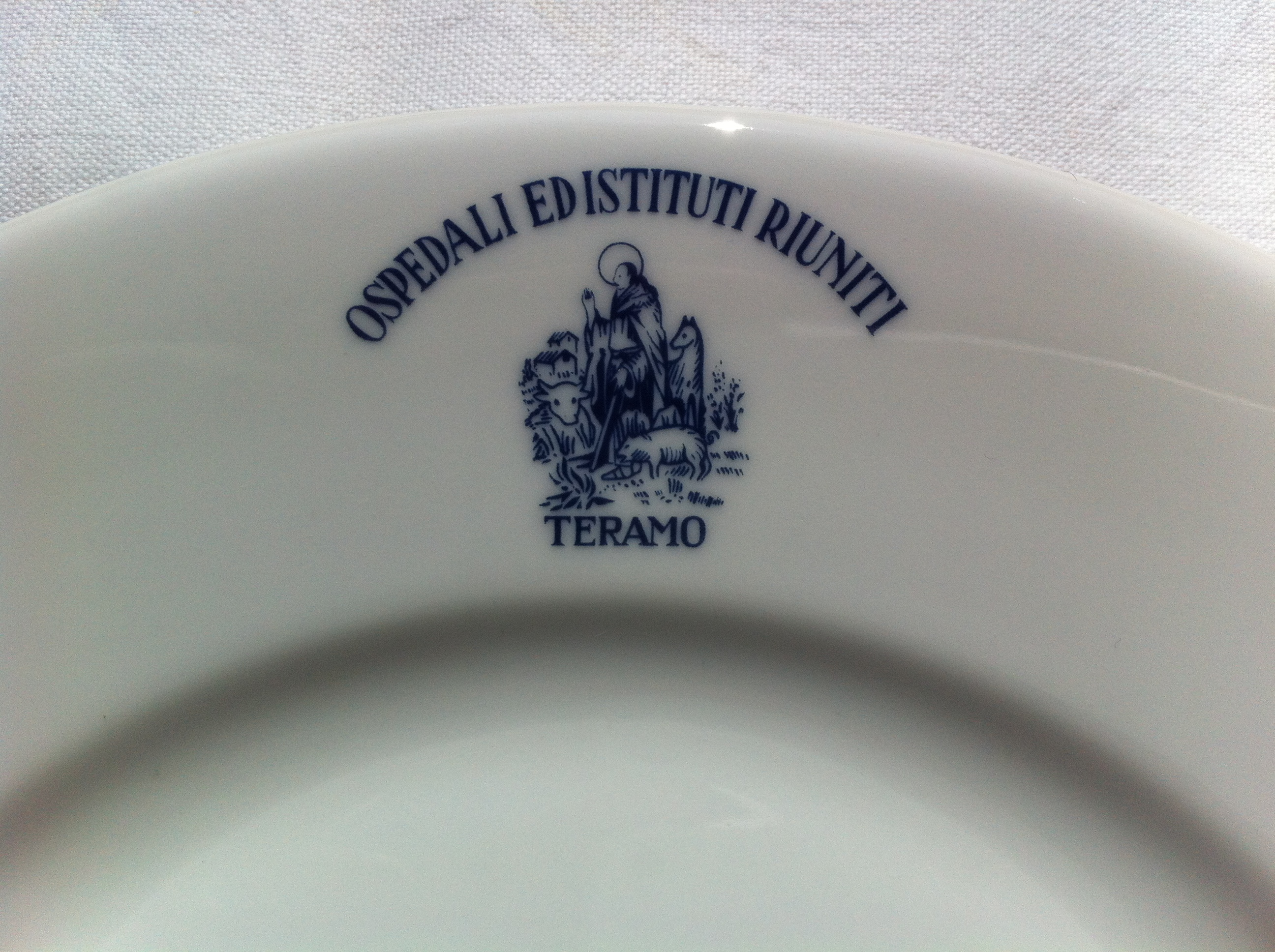
Dettaglio di piatto utilizzato nell'ospedale psichiatrico

Con l'avvento dell'Unità Nazionale, nel 1861, ne mutò nuovamente il governo: la legge del 17 luglio 1890 istituì in ogni Comune una Congregazione di carità, alla quale venne conseguentemente affidata l'amministrazione di tutte quelle strutture sociali, ospedaliere ed assistenziali sino ad allora operanti nel territorio. L'ospizio di Sant'Antonio Abate passò dunque sotto la cura di questo nuovo organismo. L'aspetto sanitario e quello caritativo, comunque, continuavano ad essere intrinsecamente legati nonostante gli interventi legislativi, anche se il primo andava progressivamente rafforzandosi rispetto al secondo.
Nel luglio 1881, su iniziativa dell'allora presidente della  Congregazione di carità, Berardo Costantini, venne istituita in apposita sala al piano terra dell'edificio dell'Ospizio una sezione riservata ai pazienti affetti da disturbi di carattere psichico. Lo stesso Costantini, in tale sezione, si prodigò nelle attività mediche coadiuvato dagli infermieri e dalle suore.
Il nuovo reparto psichiatrico, col tempo, si trovò ad ospitare pazienti sempre più numerosi e, accanto al dato numerico in progressivo aumento, mutò radicalmente anche la casistica e la complessità delle problematiche trattate, costringendo la  Congregazione di carità ad incrementare a più riprese il numero di medici psichiatri e di personale laico e religioso in servizio. D'altro canto, l'aumento del numero dei degenti affetti da patologie psichiatriche richiese spazi e locali via via maggiori, riducendo di conseguenza i locali dell'ospizio destinati ad altri scopi. Nonostante i numerosi interventi edilizi di ampliamento degli edifici originari e la costruzione di nuovi padiglioni, la  Congregazione di carità nella seduta del 28 maggio 1925 assunse la decisione di realizzare un nuovo ospedale generale in un terreno allora disponibile in viale Francesco Crucioli: fu inaugurato quindi l'ospedale civile "Vittorio Emanuele III" di Teramo, oggi ubicato nella sede di piazza Italia in località Villa Mosca a Teramo e intitolato a  Giuseppe Mazzini. 

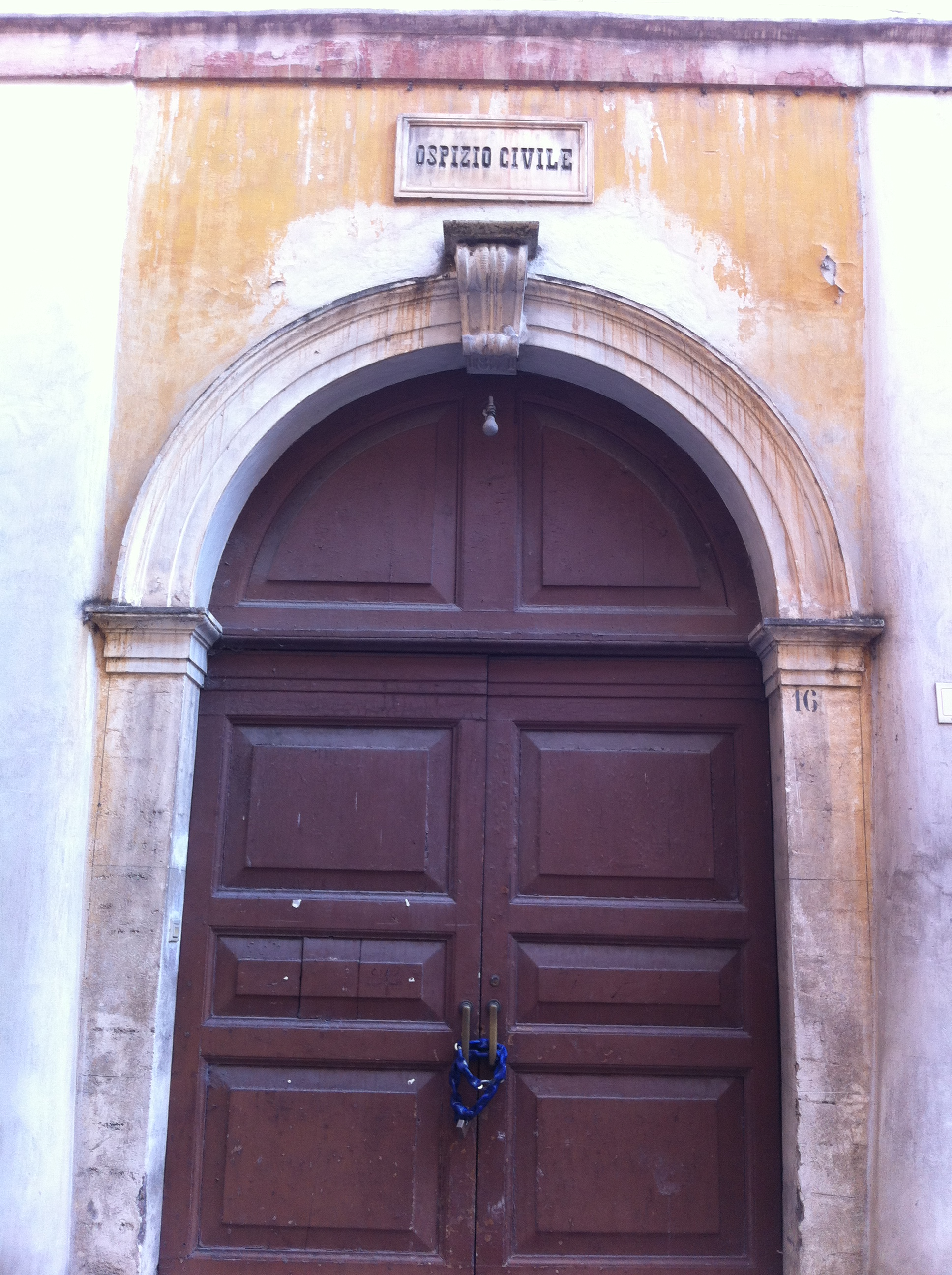
Ingresso principale

A seguito della realizzazione del nuovo ospedale civile in altro quartiere, gli edifici di quello che nacque come ospizio di Sant'Antonio Abate furono liberati da qualsiasi altro servizio estraneo all'assistenza psichiatrica e vennero conseguentemente destinati alle attività manicomiali in via esclusiva, assumendo pertanto formalmente la denominazione di «ospedale psichiatrico».
La successiva legge n. 847 del 3 giugno 1937 soppresse le congregazioni di carità e istituì al loro posto gli enti comunali di assistenza, affidando pertanto ai Comuni tutte le funzioni di assistenza agli indigenti e agli ammalati sino ad allora dirette emanazioni della pietà popolare. A Teramo, in particolare, l'Ente comunale di assistenza affidò a sua volta la gestione dell'ormai ospedale psichiatrico di Sant'Antonio Abate ad un nuovo organismo: nasceva così quell'Ente che assunse la denominazione di "Ospedali ed istituti riuniti di Teramo". A questa struttura, oltre che l'amministrazione dell'Ospizio, venne altresí affidata la cura dell'Orfanotrofio maschile "Domenico Savini", dell'Orfanotrofio femminile "Ottavia Caraciotti", della Fondazione "Pasquale Ventilj" e dell'Ospedale Sanatoriale "Filippo Alessandrini e Giuditta Romualdi", destinato al trattamento e alla terapia per gli affetti da tubercolosi.
L'ente "Ospedali ed istituti riuniti di Teramo" era guidato da un Consiglio nel quale venne chiamato nuovamente a sedere, dopo decenni di laicizzazione dell'assistenza sociale e sanitaria, un rappresentante della Chiesa aprutina. Chiesa che, come detto, tenne per secoli le redini di quello che nel 1323 nacque come Ospizio per gli ammalati e i bisognosi.
Questo organismo continuò quindi a gestire la struttura di Sant'Antonio Abate sino all'emanazione della legge n. 132 del 12 febbraio 1968: a seguito di questo provvedimento vennero definitivamente separate le funzioni assistenziali e sociali da quelle di esclusiva caratterizzazione sanitaria. Sulla scorta di questi dettami, l'ente "Ospedali ed istituti riuniti di Teramo" venne definito «ente ospedaliero provinciale» e fu stabilito che esso dovesse comprendere:
- l'ospedale civile Giuseppe Mazzini
- l'ospedale psichiatrico Sant'Antonio Abate
- l'ospedale sanatoriale Alessandrini Romualdi.

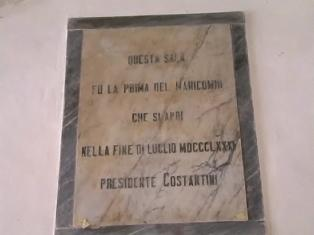
Lapide al piano terra della prima sala della sezione psichiatrica

Nel 1974, a causa dell'elevato numero di degenti nell'ospedale psichiatrico, vennero realizzate in località Casalena a Teramo nuove strutture succursali destinate ad ospitare la popolazione maschile dell'ospedale psichiatrico. I locali originari di Sant'Antonio Abate, pertanto, rimasero da allora dedicati alla sola popolazione femminile.
La successiva legge n. 833 del 23 dicembre 1978 istituì il servizio sanitario nazionale e le unità sanitarie locali: per effetto di questa, fu definitivamente sancita l'estromissione del Capitolo aprutino, e quindi della Chiesa che pure aveva curato per lunghi secoli la struttura di Sant'Antonio Abate. I tre ospedali sopra indicati confluirono pertanto tutti nell'Unità Sanitaria Locale di Teramo, che ne è amministratrice e proprietaria ancora oggi.
La legge n. 180 13 maggio 1978 (cosiddetta legge Basaglia) sancì la chiusura degli ospedali psichiatrici italiani. Più volte prorogata, la deospedalizzazione dei pazienti sino ad allora ospitati nella storica struttura di Sant'Antonio Abate terminò quasi venti anni dopo. L'ospedale psichiatrico di Teramo chiuse definitivamente il 31 marzo 1998. Più di sei secoli di storia di questo grandioso ospedale terminarono così.

### Storia dell'ospedale psichiatrico
Come sopra descritto, nel luglio 1881, su iniziativa dell'allora presidente della Congregazione di carità, Costantini, venne istituita in apposita sala al piano terra dell'edificio dell'ospizio una sezione riservata ai pazienti affetti da disturbi di carattere psichico. Una lapide collocata in quella sala ancora oggi ricorda l'avvenimento: QUESTA SALA FU LA PRIMA DEL MANICOMIO CHE SI APRÌ NELLA FINE DI LUGLIO MDCCCLXXXI - PRESIDENTE COSTANTINI.

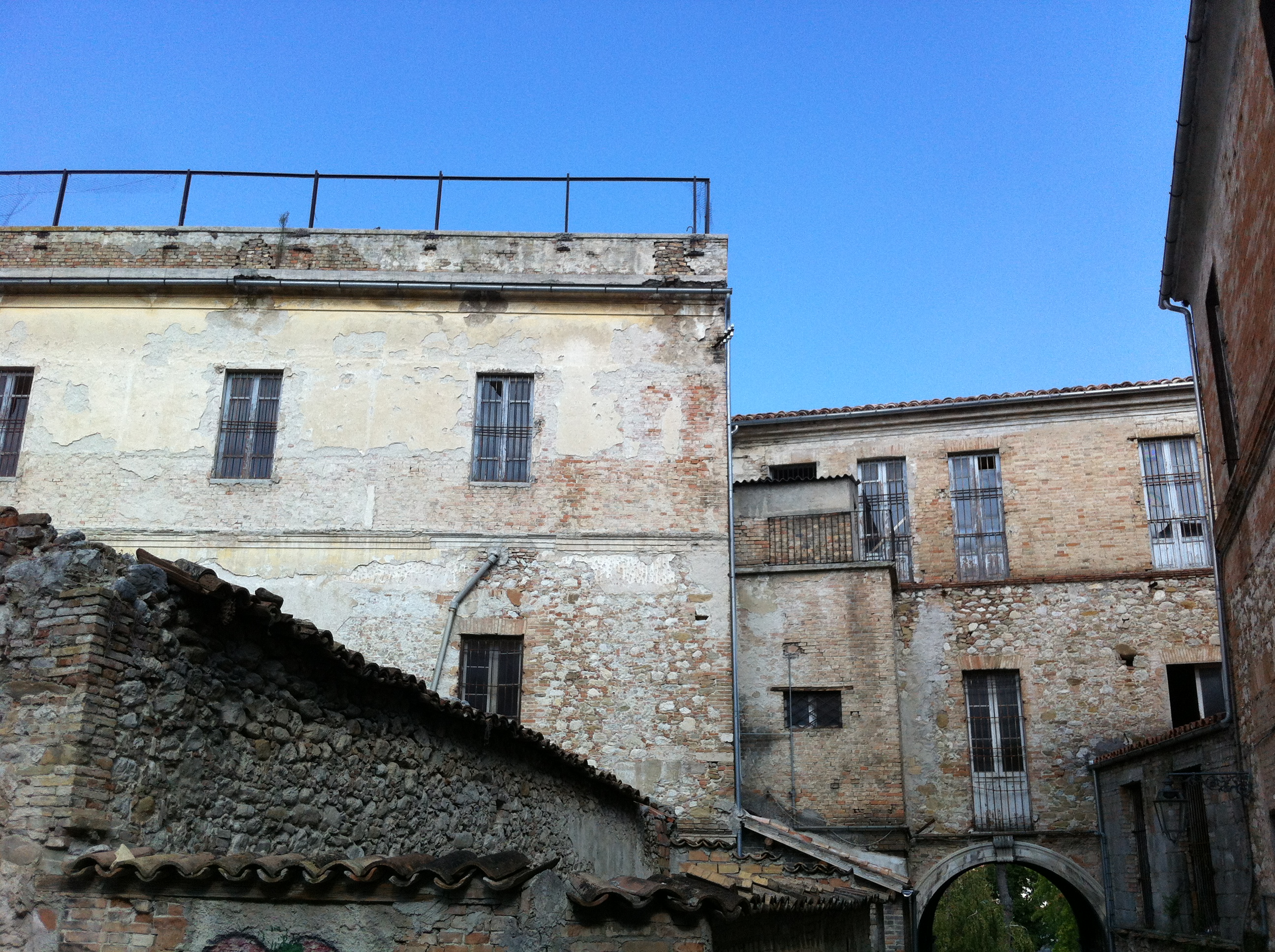
Padiglione di degenza visto da Vico delle Recluse (realizzato nel 1894)

La scelta di occuparsi delle malattie mentali, attraverso la creazione di una struttura per accogliere i malati, fu assolutamente strategica per la Congregazione di carità: ben presto affluirono nell'ospedale psichiatrico di Teramo uomini, donne e bambini allontanati dalle famiglie, dagli altri ospedali, dagli orfanotrofi, dai ricoveri di mendicità e dalle carceri.
Sul finire dell'Ottocento, le condizioni di vita della popolazione abruzzese, e quella teramana in particolare, erano assai difficili: malnutrizione, alta mortalità infantile, alloggi precari ed insalubri, carenze igieniche e sanitarie del territorio, costituirono le vere cause esogene influenti lo stato fisico e mentale dei cittadini.
Il nascente istituto, nato per fornire asilo ed assistenza ai cosiddetti alienati mentali, divenne ben presto, soprattutto negli anni del grande internamento manicomiale (tra la fine dell'Ottocento e l'inizio del Novecento), ricovero anche per malati le cui patologie erano legate soprattutto alle condizioni di assoluta povertà e indigenza: malaria, tubercolosi, pellagra, epilessia, sifilide, ma anche soggetti dalla condotta morale poco ortodossa, alcolizzati, prostitute ed affetti da deficit intellettivi più o meno severi. Tutte categorie di emarginati, in sostanza,  i cui disturbi avevano alterato in qualche modo la psiche.

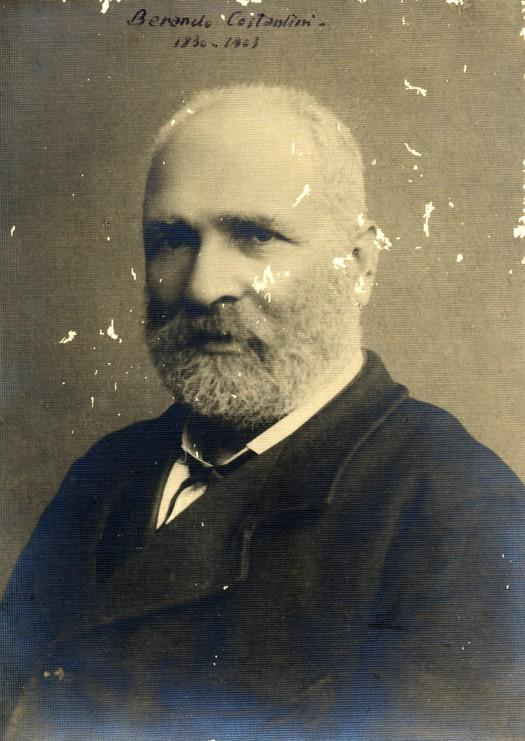
Berardo Costantini, primo direttore dell'ospedale psichiatrico (1881-1889)

All'inizio non si ritenne di dover dotare l'istituto di appositi locali autonomi, tenuto conto dell'esiguo numero di ricoverati (20 in totale, di cui 7 uomini e 13 donne), ma già nel 1893, con l'accoglimento di pazienti provenienti dalle altre province abruzzesi e soprattutto da fuori regione, divenne di primaria importanza reperire locali per le necessità di cura ed assistenza di pazienti che avevano raggiunto una presenza di 203 unità. La Congregazione di carità assegnò alcuni edifici, contigui alle già esistenti strutture ospedaliere ma adibiti sino a quel momento ad altre finalità, nel quartiere di Porta Melatina (il cui arco è tuttora visibile) ed edificò nel 1894 un nuovo edificio adiacente a quelli già esistenti. Negli anni tra il 1895 e il 1900 continuò incessantemente l'opera di ampliamento dell'ospedale psichiatrico con l'acquisto e realizzazione di edifici limitrofi.
Nei primi periodi che seguirono l'inaugurazione della prima sezione manicomiale (1881) e per circa dieci anni, le funzioni mediche e di assistenza ai degenti furono espletate da personale religioso e laico dell'ospedale generale presso cui era ospitata tale sezione manicomiale. I servizi psichiatrici furono dotati di un corpo sanitario autonomo quando si bandì il primo concorso per la direzione dell'ospedale psichiatrico, assegnata dal 1892 al 1916 a Raffaele Roscioli, già medico nell'ospedale psichiatrico "Vittorio Emanuele II" di Nocera Inferiore.
L'esperienza maturata nella struttura campana gli permise di impostare una prima organizzazione nell'ospedale psichiatrico teramano, che da lì a qualche anno sarebbe diventato punto di riferimento psichiatrico regionale e, poi, nazionale.

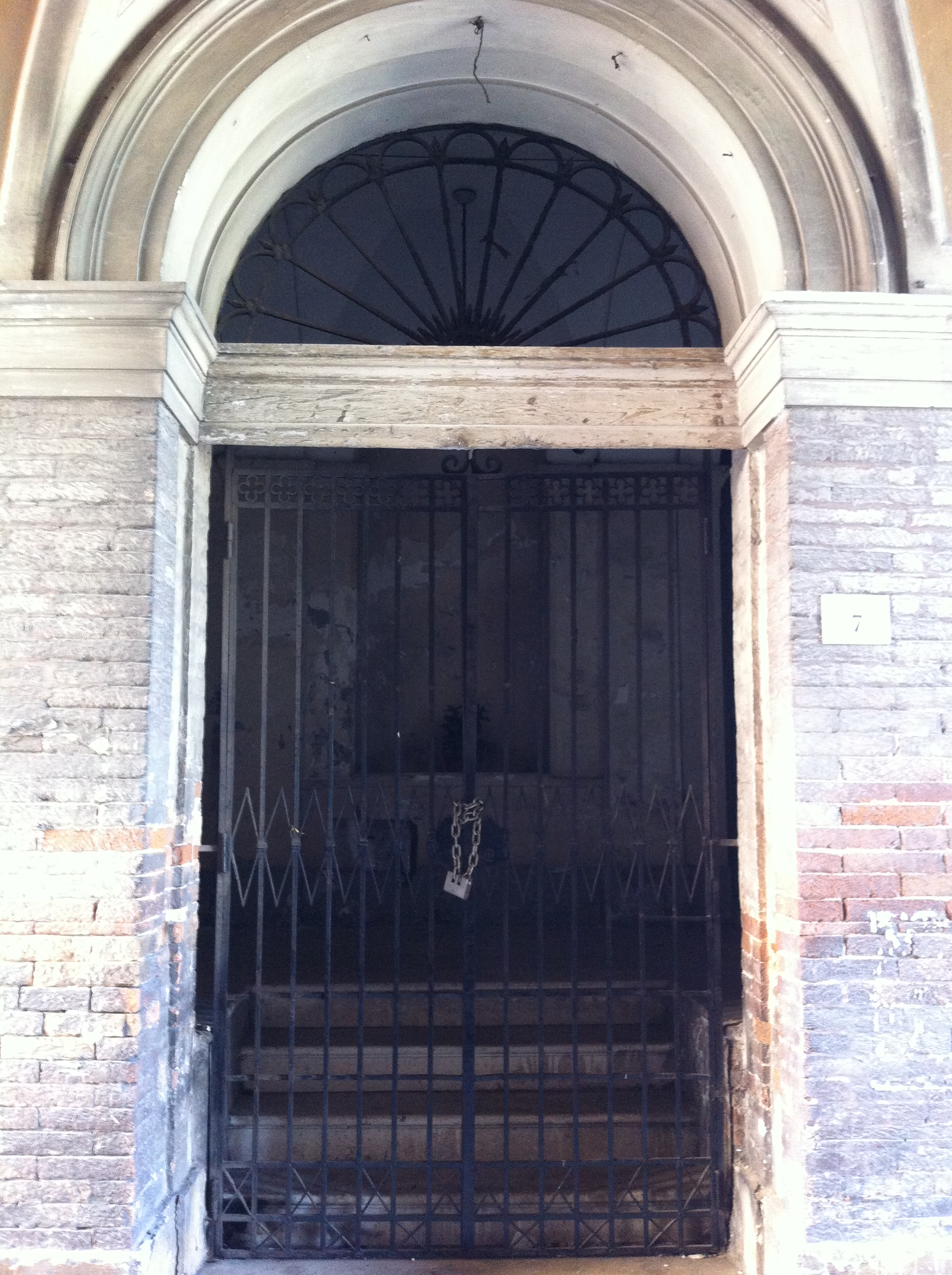
Ingresso alla chiesa di Sant'Antonio Abate

Merito del Roscioli fu quello di aver ridisegnato le funzioni della struttura di Sant'Antonio Abate da luogo di ricovero e custodia a luogo di cura, introducendo la costante osservazione dei malati e l'impostazione dei documenti nosologici, redigendo puntualmente per ogni malato la propria cartella clinica. Per diminuire l'affollamento ed il disagio che la penuria di locali continuava a determinare, fu aperto nel 1910, nella succursale di Corso di Porta Romana a Teramo, l'asilo speciale per alienati cronici e tranquilli.
Il direttore Roscioli introdusse l'attività lavorativa come strumento terapeutico: i cosiddetti tranquilli potevano recarsi a lavorare nella prima colonia agricola esterna all'ospedale, inaugurata nel febbraio del 1905, e nelle officine interne che si andavano via via impiantando. L'ospedale psichiatrico venne ad essere, difatti, quasi del tutto autosufficiente. L'impulso dato all'ergoterapia, nonostante le difficoltà dovute sempre alla cronica carenza di locali, determinò la nascita delle officine interne del calzolaio, del sarto, del falegname, del fabbro. Oltre alle lavorazioni di paglia, scope e materassi. I ricoverati inoltre erano impegnati nella pulizia dei locali, nella lavanderia e nei magazzini. Le donne si occupavano prevalentemente di cucina, tessitura, ricamo e cucito.
Impegno costante del Roscioli fu altresí la qualificazione del personale, che a quel tempo veniva reclutato senza una formazione specifica: a vigilare sui degenti, in effetti, erano principalmente persone dotate di forza fisica e con modi rozzi e violenti. Il Direttore avviò una scuola professionale interna per infermieri, rimasta in funzione per decenni.

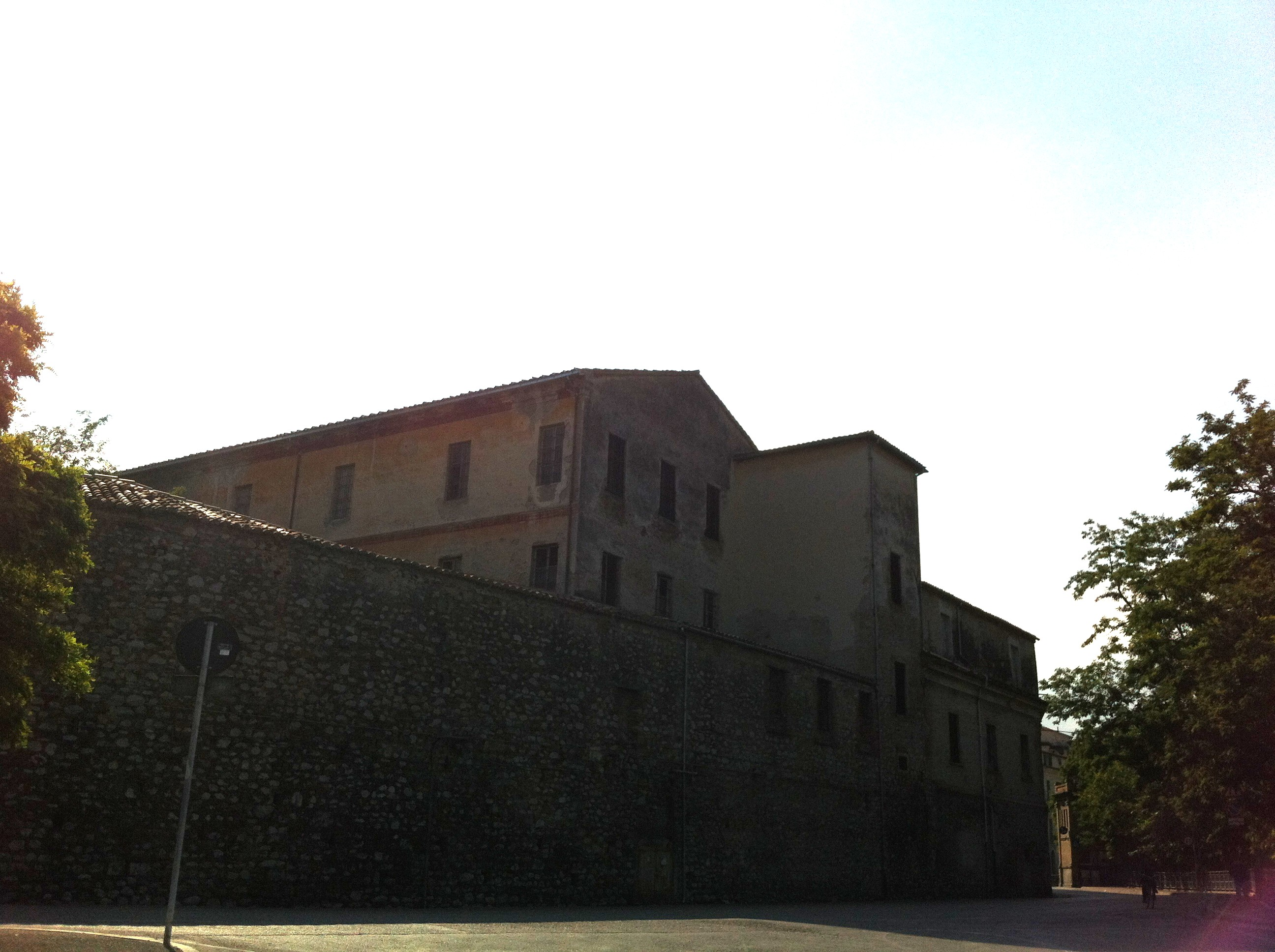
Ala dei semiagitati, poi divenuta refettorio, e Padiglione Giuseppe Cerulli

Le trasformazioni messe in atto dal Roscioli furono riprese dal nuovo Direttore, Guido Garbini, che diresse l'Ospedale Psichiatrico di Teramo dal 1917 al 1919.
Questi intese rafforzare e incentivare le funzioni di educazione e riabilitazione sociale dell'ospedale, creando le premesse per la nascita di una struttura più moderna intesa non come semplice luogo di custodia bensì di cura. Introdusse nuovi laboratori clinici e una prima, straordinaria ed ancora esistente biblioteca. Ordinò la rimozione di una quantità impressionante di cancelli ed inferriate, il cui smantellamento permise di alimentare l'officina interna del fabbro per addirittura due anni (1917 - 1918). Provvide alla demolizione di alcune celle di isolamento, i cui mattoni divisori furono riutilizzati per la pavimentazione, ancora oggi esistente, del maggiore dei cortili interni (prospiciente le officine). Nei sotterranei provvide a far predisporre una sorta di grotta adibita alla macellazione della carne da destinare alle cucine e alla relativa conservazione. A testimonianza del notevole impulso scientifico della sua pur breve Direzione, si conservano numerosi pubblicazioni da lui curate.
La prima guerra mondiale aveva tuttavia reso ancor più gravi i problemi gestionali dell'ospedale: il sovraffollamento, dovuto anche all'internamento dei militari ritornati dal conflitto con disturbi mentali, i locali fatiscenti, il malfunzionamento dei servizi igienici e la carenza di personale rendevano estenuante il lavoro dei sanitari e penosa la vita dei ricoverati.
La vera e propria trasformazione dell'istituto da struttura sanitaria a prevalente carattere di custodia con spirito compassionevole, a moderno ospedale psichiatrico, può ritenersi raggiunta solo agli inizi degli anni Trenta del Novecento, alla fine della Direzione di Marco Levi Bianchini.
Illustre psichiatra, direttore in carica dal 1924 al 1931, convinto sostenitore e promotore della diffusione della psicanalisi nel nostro Paese, Marco Levi Bianchini diede slancio e impulso alla struttura che divenne, per tutto il tempo del suo mandato, punto di riferimento nazionale e addirittura internazionale per le discipline psichiatriche, psicologiche e psicanalitiche.
L'Ospedale Psichiatrico di Teramo visse in quegli anni momenti di studio e ricerca straordinariamente fecondi. A conferma di ciò, nel 1924, fondata e diretta da Marco Levi Bianchini, nasce la rivista denominata Archivio Generale di Neurologia, Psichiatria e Psicanalisi quale organo ufficiale dell'ospedale e il 7 giugno 1925 viene fondata a Teramo, proprio all'interno dell'Ospedale Psichiatrico, la Società psicoanalitica italiana, ancora oggi esistente, trasferita successivamente a Roma. Ancora oggi una lapide in marmo apposta su una parete esterna dell'ospedale, lungo via Aurelio Saliceti, ricorda l'episodio e la figura del direttore Marco Levi Bianchini.

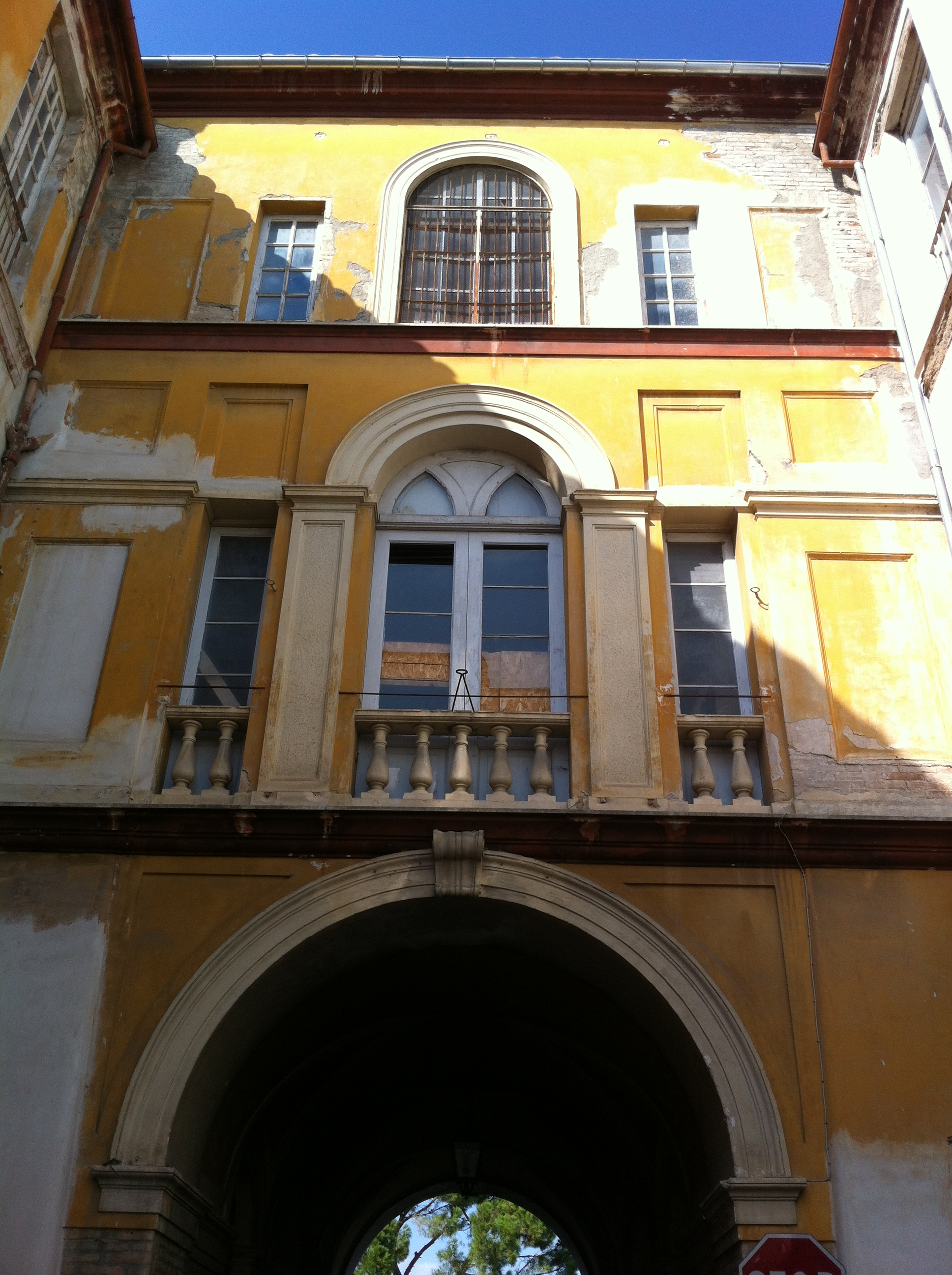
Arco di Porta Melatina

Con determinazione questi affrontò anche i problemi più urgenti del nosocomio: dalla realizzazione di nuovi locali e ristrutturazione di quelli già esistenti, alla riqualificazione e aggiornamento del personale sanitario; dalla creazione di nuovi ed efficienti laboratori, allo sviluppo della biblioteca (che divenne, com'é ancora oggi, di notevolissime dimensioni). Seppe inoltre instaurare rapporti professionali e umani con i pazienti dei quali prendeva a cuore le situazioni personali e familiari.
Si prodigò affinché il suo ospedale psichiatrico manifestasse un volto umano: furono pertanto estirpate le cattive maniere verso i degenti, la trascuratezza e la venalità. Le mansioni dovevano svolgersi con zelo, contribuendo così a fornire una lusinghiera immagine che rese possibile, in breve tempo, la riconquista della fiducia delle famiglie, del pubblico e degli Enti interessati all'istituto. Le condizioni dei ricoverati dunque migliorarono sensibilmente.
Levi Bianchini predispose una nuova organizzazione interna che istituiva, oltre alle tre sezioni già esistenti (Uomini, Donne e Fanciulli), delle sottosezioni e delle nuove sezioni staccate, dedicate ad altre patologie influenti sulla malattia mentale. I pazienti ricoverati alla fine del 1925 erano ben 700. In quell'anno furono accolti numerosi malati provenienti dall'Ospedale Psichiatrico di Aversa, aggravando così non poco i già seri problemi di spazio, che furono parzialmente risolti con la costruzione, come descritto in precedenza, di una nuova sede separata dell'Ospedale Civile "Vittorio Emanuele III" in Viale Francesco Crucioli. Elemento che permise all'Ospedale Psichiatrico di occupare interamente gli edifici sino a quel momento condivisi con l'Ospedale Civile.
Instancabile nel ricercare nuove vie per l'assistenza e la cura degli alienati, sempre più convinto che le malattie psichiche potessero essere in qualche modo prevenute, nel febbraio 1928 il Direttore Levi Bianchini inaugurò il Dispensario di igiene mentale, quinto in Italia dopo Milano, Arezzo, Venezia ed Ancona, attuando così un servizio psichiatrico aperto e finalizzato ad evitare il possibile ricovero manicomiale.

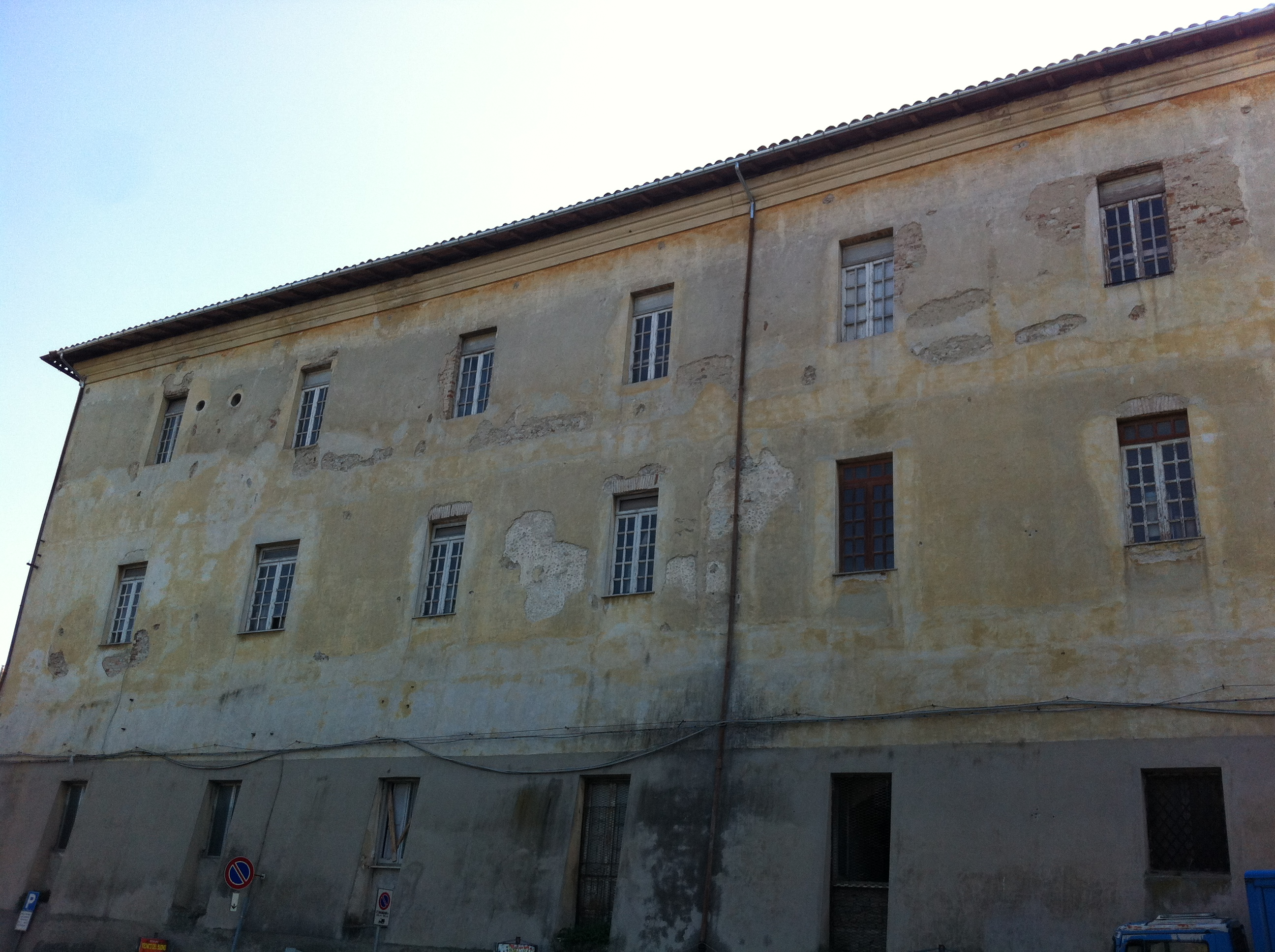
Padiglione amministrativo

Al termine del suo mandato, nel 1931, si registrava nell'Ospedale Psichiatrico una presenza di 1000 ricoverati, oltre 100 infermieri, 5 medici a tempo pieno, diversi inservienti e un discreto numero di collaboratori che prestavano la loro opera nelle officine, nei laboratori e nelle colonie agricole. Se si considera che la popolazione del centro storico di Teramo in quel periodo non superava i novemila abitanti, si può ben sostenere che l'Ospedale Psichiatrico rappresentasse una città nella città.
Negli anni Quaranta la Guerra determinò nuovamente condizioni socio-economiche precarie ed un forte degrado all'interno dell'istituto, la cui direzione venne assunta da Danilo Cargnello, altro illustre psichiatra italiano.
Con la direzione di Carlo Romerio negli anni Cinquanta si registrò una nuova, forte ripresa dell'attività scientifica: la psichiatria ora poteva contare su un personale sanitario motivato e preparato, costituito da giovani medici specializzati che sperimentano nuove e moderne forme di assistenza e terapia.
Il decennio successivo rappresentò una svolta operativa per l'Ospedale: nacque infatti il nuovo complesso neuropsichiatrico in località Casalena a Teramo. La nuova costruzione diventò essenziale per fornire dignitosa assistenza ai numerosi pazienti ospitati negli antichi e fatiscenti edifici, nei quali dunque restò la sola popolazione femminile (quella maschile fu trasferita nel nuovo complesso).
Gli anni che vanno dall'immediato dopoguerra al 1998 furono segnati da tumultuose trasformazioni dal punto di vista normativo e assistenziale. Nel 1977 erano ricoverati al Sant'Antonio abate 870 pazienti e vi lavoravano 358 infermieri. In quegli stessi anni iniziarono i primi esperimenti per aprire il manicomio al territorio e superarne la radice asilare. La possibilità di reinserire i degenti nelle comunità di appartenenza fu incoraggiata dalla legge Mariotti del 1968 e l'esperimento del CIM (Centro di Igiene Mentale), negli anni successivi, costituì un tentativo per togliere al manicomio il monopolio del ricovero dei malati affetti da patologie psichiche. Nel 1976, inoltre, fu anche aperta all'interno del Sant'Antonio abate una comunità terapeutica pensata come reparto aperto, in cui realizzare il superamento delle condizioni di vita subumane in cui versavano molti pazienti lungodegenti. La successiva legge n. 180 del 1978 – nota come legge Basaglia – finì di scardinare un sistema assistenziale anacronistico che aveva negato per troppo tempo la dignità degli assistiti ed il loro diritto di ricevere cure appropriate. La legge stabilì la dismissione dei vecchi ospedali psichiatrici e la loro sostituzione con strutture ambulatoriali ed assistenziali aperte, che garantissero ai malati terapie più efficaci e più accettabili dal punto di vista della dignità umana. Il processo di dismissione fu molto lento su tutto il territorio nazionale: a Teramo, nel 1995, erano ricoverati ancora 250 pazienti; l'Ospedale Psichiatrico Sant'Antonio abate fu definitivamente chiuso il 31 marzo del 1998.

## Elenco dei Direttori
- Berardo Costantini (1881-1889)

Guido Garbini, direttore dell'ospedale psichiatrico dal 1917 al 1919

- Tommaso Gaspari  (1889-1892) - facente funzione
- Lorenzo Paris  (1889-1892) - facente funzione
- Cleto Pierannunzi  (1889-1892) - facente funzione
- Raffaele Roscioli  (1892-1916)
- Guido Garbini  (1917-1919)
- Cleto Pierannunzi  (1920-1924) - facente funzione
- Marco Levi Bianchini  (1924-1931)
- Cesare Roncati
- Danilo Cargnello
- Ignazio Passanisi
- Carlo Romerio
- Antonio Bernardini
- Giuseppe Francesconi
- Michele Colleluori
- Franco Cesarini

## Struttura del complesso
Il primo nucleo di quello che oggi è l'Ospedale Psichiatrico venne realizzato nel 1323; gli ultimi, considerevoli lavori di ampliamento strutturale vennero messi in cantiere nel 1931: stante quindi una serie pressoché infinita di interventi, rimaneggiamenti, ristrutturazioni, sopraelevazioni, costruzioni e modifiche di varia tipologia, è facile comprendere perché la struttura del complesso di Sant'Antonio Abate che ancora oggi è visibile sia così fortemente asimmetrica.
L'Ospedale Psichiatrico è composto da un nucleo centrale originario (corrispondente agli edifici che attualmente ospitano l'arco di Porta Melatina ed il contiguo arco di Vico delle Recluse, nonché la chiesa barocca di Sant'Antonio Abate), cui si connettono con collegamenti molto asimmetrici ben 6 padiglioni realizzati in epoche differenti.

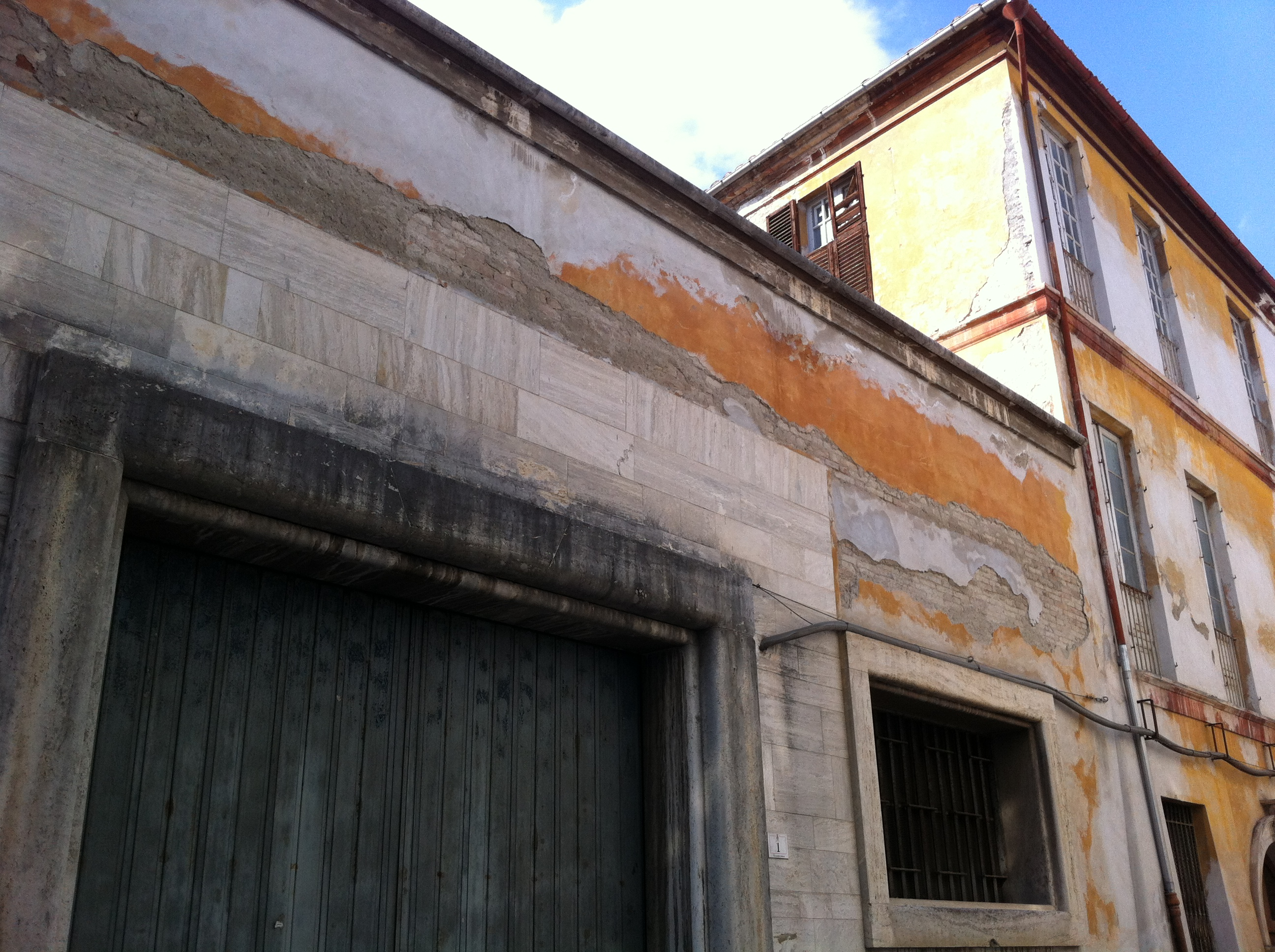
Ingresso alla lavanderia e alla sala mangano

Il complesso si sviluppa interamente, ad eccezione di qualche settore, su tre livelli: un piano terra e due piani superiori. In qualche padiglione è presente anche un livello sotterraneo. Due padiglioni ospitano sulla sommità terrazze munite di recinzione metallica, adibite al passeggio dei degenti o ai servizi tecnici dell'Ospedale.
Le dimensioni generali della struttura sono immense: oltre 32.000 metri quadrati, pari ad una parte più che considerevole del centro storico della città. Sulla quasi totalità dei padiglioni che ospitavano il transito o la degenza dei ricoverati sono presenti inferriate alle finestre.
Le dimensioni dell'Ospedale Psichiatrico sono talmente rilevanti che questo viene a trovarsi circoscritto da ben 6 limiti urbani: Piazzale San Francesco, Via Aurelio Saliceti, Vico delle Recluse, Via di Torre Bruciata, Via del Baluardo, Via Getulio. Da segnalare che Via Aurelio Saliceti, sino agli anni Settanta, era di esclusiva pertinenza del complesso ospedaliero e quindi chiusa al traffico, veicolare e pedonale, attraverso una catena.
Sin dai primi anni di attività vennero istituite diverse sezioni (a seconda dell'età, del sesso e della gravità delle patologie dei ricoverati), cui corrispondevano settori e padiglioni specifici: vi era il settore dedicato agli Uomini, quello dedicato alle Donne, quello dedicato ai Fanciulli, quello dedicato ai Tranquilli, così come quelli dedicati ai Semiagitati e agli Agitati. Vi erano, seppure in numero progressivamente decrescente, anche specifiche sezioni di isolamento per i casi più estremi. Gli ambiti di attività e di intervento erano sostanzialmente tre: mentale, neurologico e neuropsicodiagnostico.
Nel nucleo centrale originario, risalente al periodo medioevale, è sito l'ingresso principale dell'ospedale: una targa marmorea posta al di sopra del portone in legno testimonia l'antico utilizzo dell'edificio come sede di ricovero e assistenza ai bisognosi e agli ammalati. Nei pressi di tale ingresso sono posti la portineria, la scalinata principale del complesso, l'ascensore, l'accesso a due cortili interni e l'alloggio delle suore. Sotto l'arco di Porta Melatina due eleganti cancelli in ferro battuto danno accesso ai locali dell'Ospedale, da un lato, e alla chiesa di Sant'Antonio Abate, dall'altro. Questi due accessi, tuttavia, non furono mai aperti stabilmente durante il funzionamento dell'Ospedale.

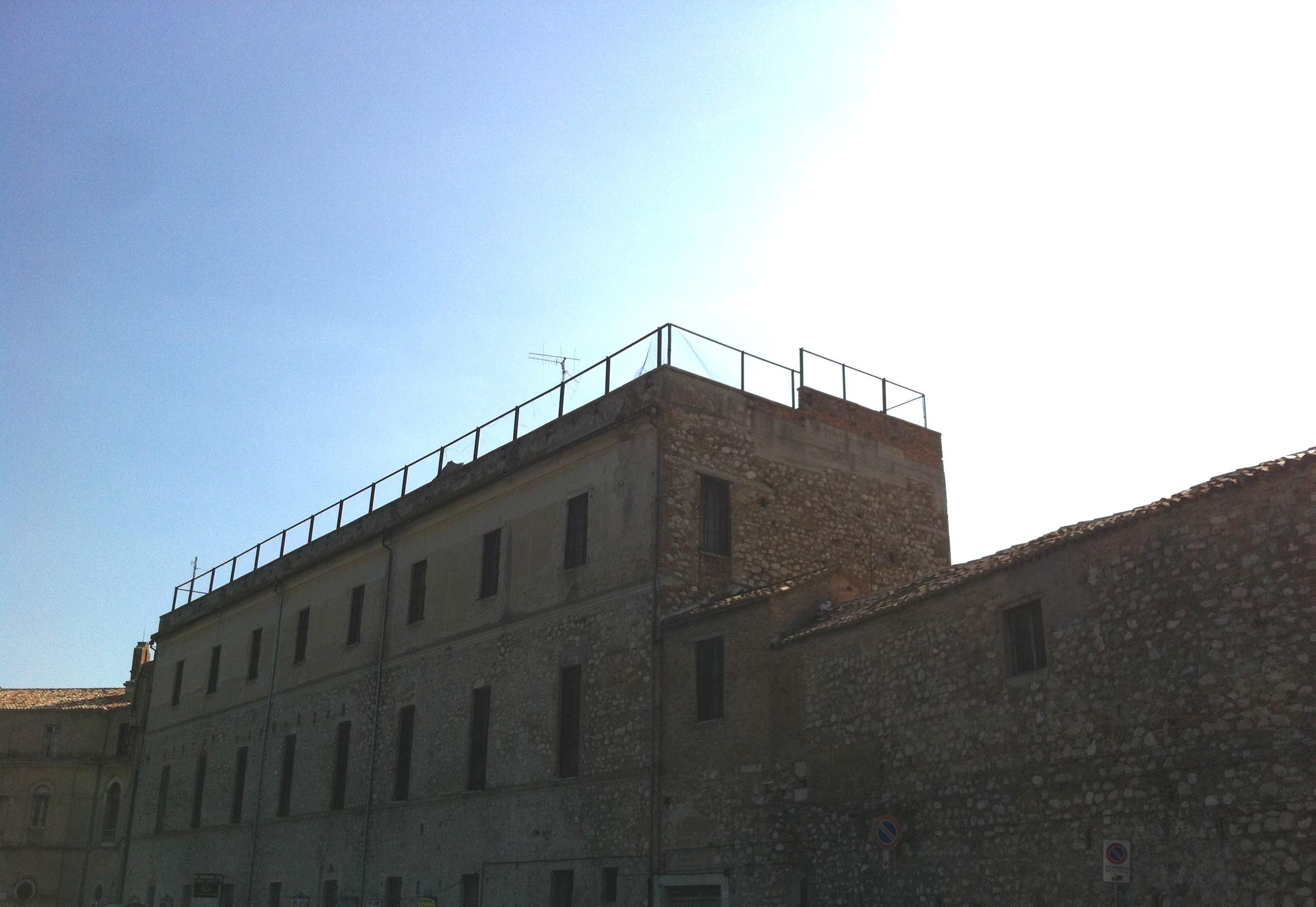
Padiglione di degenza (realizzato nel 1894)

La chiesa di Sant'Antonio Abate, oggi decorata in stile barocco e dotata di luminosità ed eleganza straordinarie, fungeva da cappella interna dell'Ospedale. Accessibile sia dall'interno che dall'esterno, è collegata al resto dell'edificio attraverso una scala a chiocciola. Alla chiesa è annessa una sagrestia.
A seguito degli innumerevoli lavori di ampliamento cui furono soggette le strutture del complesso, i padiglioni connessi al nucleo centrale originario presentano date e caratteristiche architettoniche differenti. I padiglioni posti ai lati di Porta Melatina, lungo Via Aurelio Saliceti, ospitano rispettivamente gli uffici tecnici ed amministrativi, la farmacia, la sala operatoria, alcuni ambulatori, la sede della Congregazione di carità (da un lato) e lavanderia, sala mangano, depositi, studi dei medici e degli infermieri, centrale di sterilizzazione e prima terrazza (dall'altro).
Su Vico delle Recluse sono posti i padiglioni che ospitano la sagrestia della chiesa interna di Sant'Antonio Abate, la camera mortuaria ed alcune camere di degenza, nonché il padiglione (realizzato nel 1894) destinato a magazzino, sala per la macellazione e la conservazione della carne (realizzata in grotta sotterranea nel 1917), economato, camere di degenza e seconda terrazza. Sullo stesso Vico delle Recluse si apre l'accesso ad un ulteriore cortile interno (utilizzato un tempo anche come orto dell'ospedale), sul quale sorge un altro padiglione: si tratta del Padiglione "Giuseppe Cerulli", realizzato in luogo distante dal resto del complesso ospedaliero ed a questo collegato attraverso un'ala semicircolare (già adibita a degenza per i Semiagitati e poi riallestita come refettorio del reparto Tamburini).
Il padiglione amministrativo, al cui secondo piano sono posti l'ufficio del Direttore e la biblioteca, dà accesso al padiglione dove sono ospitati i laboratori e le officine interne (fabbro, falegname, sarto, panificio ed ulteriori maestranze). Prospiciente si trova il più grande dei cortili interni, pavimentato con i mattoni derivanti dalla demolizione di alcune celle di isolamento voluta dal Direttore Guido Garbini. Questo cortile interno dà altresí accesso al padiglione delle cucine, di dimensioni tali da poter preparare pasti per più di 600 persone.
I due corridoi principali del complesso (che collegano i padiglioni amministrativi, gli ambulatori medici e le camere di degenza) sono posti sul Piazzale San Francesco, risultando quindi di grande luminosità. Una quantità notevole di disimpegni, corridoi, scalinate, stanze, depositi completa quindi un complesso di dimensioni eccezionalmente vaste.

## Situazione attuale

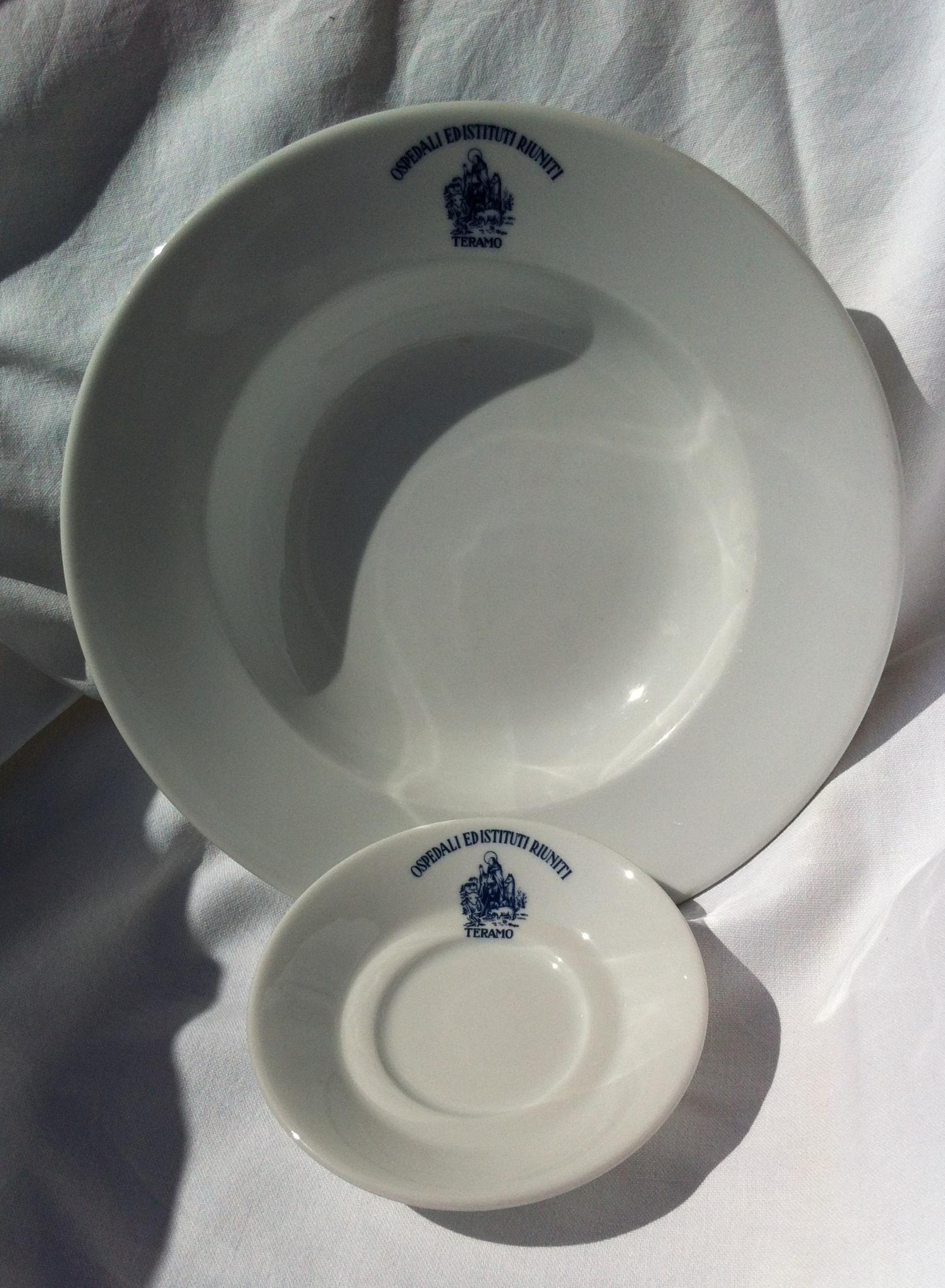
Servizio di piatti utilizzati nell'ospedale psichiatrico

A seguito della chiusura dell'Ospedale Psichiatrico si è posta immediatamente l'esigenza di salvaguardare e valorizzare un patrimonio immenso e dal notevolissimo valore dal punto di vista storico, archivistico ed antropologico.
L'enorme archivio è stato conseguentemente diviso in due sezioni: le cartelle cliniche dei pazienti sono state affidate all'attuale Dipartimento di salute mentale dell'Azienda USL di Teramo, proprietaria del complesso ospedaliero. La restante parte dell'archivio è stata accorpata all'archivio generale e storico dell'Azienda USL. La Soprintendenza Archivistica per l'Abruzzo e l'Università si stanno attualmente occupando dello studio, della inventariazione e dell'ordinamento dell'immenso patrimonio dell'archivio dell'Ospedale Psichiatrico.
Analogamente parte degli arredi di maggior pregio un tempo presenti negli edifici del complesso ospedaliero è conservata presso il Dipartimento di salute mentale. Così come la preziosa e ricca biblioteca dell'ospedale.
Numerose suppellettili (vestiario, arredi di scarso valore, oggetti di uso quotidiano) sono tuttora conservate nella struttura ormai chiusa da tempo. Il rischio del deterioramento o del danneggiamento si fa quindi man mano più concreto, assieme alla progressiva scomparsa del ricordo delle attività un tempo tipiche di quei locali. Dal punto di vista storico ed antropologico appare pertanto auspicabile un recupero delle residue tracce di una vita che all'epoca era propria di quelle strutture a suo tempo lustro per il territorio provinciale e nazionale.
L'istituzione di un museo della scienza psichiatrica, sulla scorta di quanto avviato in altre realtà locali attraverso la ristrutturazione di parti di antichi complessi manicomiali, potrebbe servire allo scopo, salvando dal degrado non soltanto i luoghi, ma anche oggetti e presìdi (medici e di vita quotidiana) che altrimenti rischierebbero di scomparire.
Essendo in disuso dal 1998, le strutture dell'ospedale psichiatrico difatti si trovano attualmente in stato piuttosto fatiscente e necessitano di imponenti lavori di consolidamento e ristrutturazione. Il vincolo presente sull'intero complesso ai sensi della normativa vigente, peraltro, impone particolari cautele e particolari rispetti in sede di recupero e di riutilizzazione.
Il 22 Novembre 2022 la Regione Abruzzo annuncia un bando europeo destinato all'intero recupero della struttura la quale ,nel suo 75%,ospiterà la Cittadella della Cultura gestita da l' Università,per il rimanente sarà abilitata ad auditorium,piazzali comunali ed ad uno speciale distretto ASL per terapie neurologiche sperimentali